# Kirrung

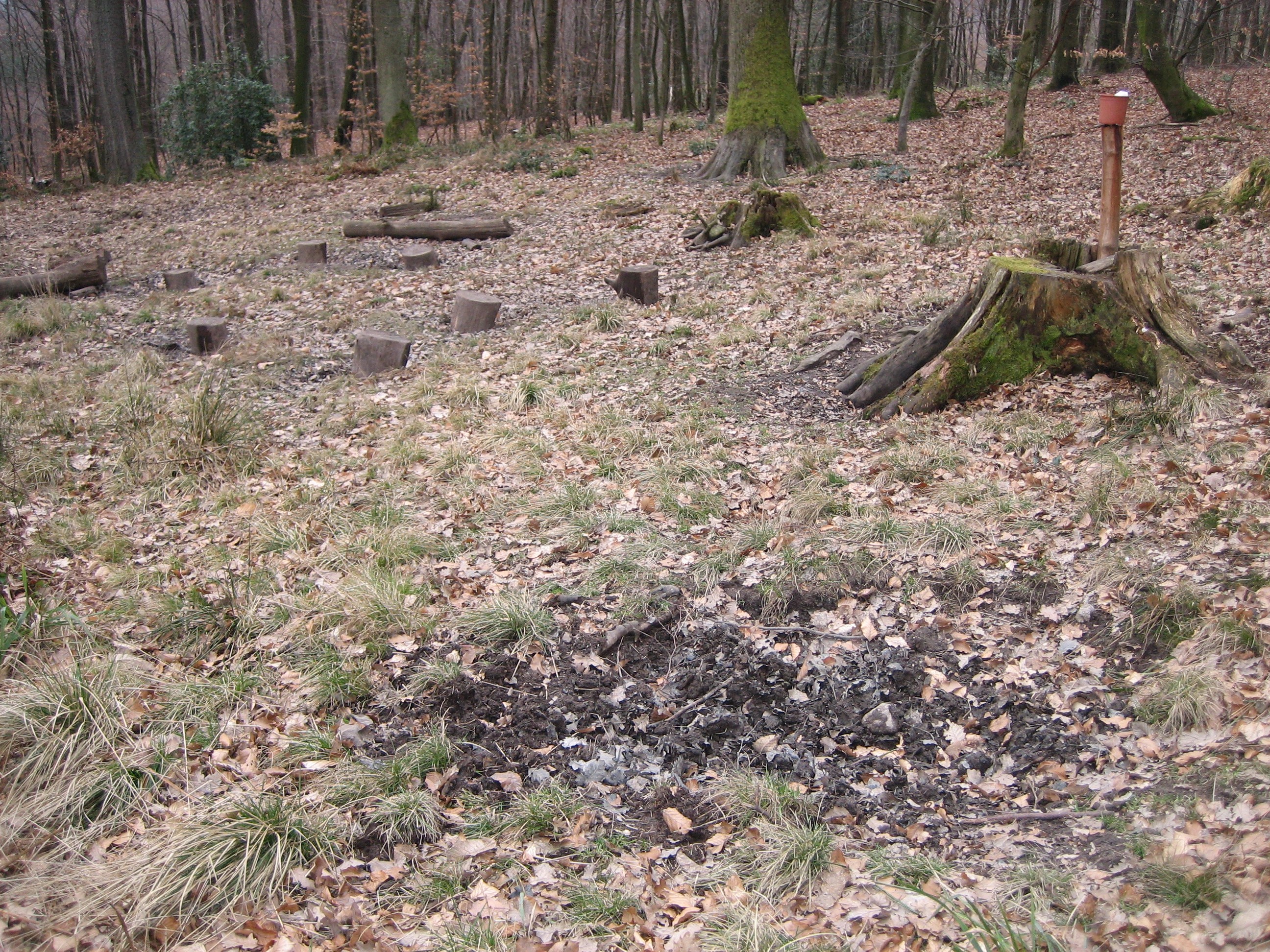
Kirrung mit kleiner Suhle

Als Kirrung bezeichnet der Jäger nach deutschem Recht einen Platz zum Ausbringen von Getreide, wie z. B. Mais, oder anderen nichtfleischlichen Stoffen (auch von Eiern und Käse), die von Wild als Nahrung gesucht werden. Es ist eine „Lockfütterung“. Den Vorgang selbst nennt man „kirren“ oder „ankirren“.
Die zu kirrenden Tiere sind vorwiegend Allesfresser (z. B. Schwarzwild) sowie Pflanzenfresser. Am häufigsten wird Schwarzwild gekirrt (bevorzugt mit Mais), aber auch Federwild (z. B. Fasan, Rebhuhn) und manches Niederwild. Teilweise werden auch Lecksteine zu den Kirrungen gerechnet.
Sinn einer Kirrung ist es, das Wild an einen bestimmten Platz zu locken und dort ausreichend lange zu beschäftigen, um es bejagen und/oder beobachten zu können.
Das Anlocken von Raubwild, welches sich vorwiegend fleischlich ernährt, erfolgt mit Innereien und Fleisch von ausschließlich Wild. In diesem Falle spricht der Jäger von Luder, Luderplatz und vom „anludern“.
In den jeweiligen (Landes)-Jagdgesetzen ist festgelegt, dass die Anzahl der Kirrungen pro Flächeneinheit begrenzt ist und nicht den Charakter einer Fütterung annehmen darf (Menge und Ausdehnung der Kirrung). Darüber hinaus ist oft vorgeschrieben, dass das Kirrgut nur für eine bestimmte Wildart zugänglich sein darf (z. B. Schwarzwild). Das ist durch bauliche Maßnahmen der Kirrung sicherzustellen.
Kirrungen werden entsprechend der zu kirrenden Wildart angelegt: offen ausgelegt, eingegraben oder durch Behälter gesichert, die bei Bewegung Kirrgut abgeben (z. B. „Sauenkreisel“).
Um gesteigerte Schälschäden zu vermeiden, sollte in und an Einstandsgebieten auf den Einsatz zur Nachtzeit verzichtet werden.
Kirrungen werden oft mit Wilduhren, Kirrhandys („Sauhandys“) oder Fotofallen versehen, um dem Jäger einen Überblick über den „Betrieb“ an der Kirrung zu ermöglichen.